# José Miranda (beisbolista)
José Francisco Miranda (Manatí, Puerto Rico, 29 de junio de 1998), más conocido como José Miranda, es un jugador profesional puertorriqueño de béisbol que se desempeña en la posición de tercera base en Minnesota Twins, equipo de las Grandes Ligas de Béisbol (MLB).

## Carrera
En 2022, Miranda hizo su debut en la MLB con el equipo Minnesota Twins, donde lleva jugando tres temporadas.